# Фаридгандж
Фаридгандж (бенг. ফরিদগঞ্জ, англ. Faridganj) — город на востоке Бангладеш, административный центр одноимённого подокруга. Площадь города равна 2,47 км². По данным переписи 2001 года, в городе проживало 5617 человек, из которых мужчины составляли 52,02 %, женщины — соответственно 47,98 %. Плотность населения равнялась 2274 чел. на 1 км². Уровень грамотности населения составлял 53,6 % (при среднем по Бангладеш показателе 43,1 %).